# Federacja Zjednoczonych Związków
Federacja Zjednoczonych Związków (fr. Fédération Syndicale Unitaire, FSU) – francuska centrala związkowa działająca od 1993. Skupia przede wszystkim związki zawodowe z sektora edukacji.

## Historia
15 kwietnia 1993 12 związków narodowych wystosowało wezwanie o budowę nowej struktury „federalnej, bliskiej personelowi, unitarnej i pluralistycznego”. Powstała tym samym Federacja Zjednoczonych Związków, a Michel Deschamps, lider SNETAP (Syndicat National de l’Enseignement Technique Agricole Public), został jej pierwszym Sekretarzem Generalnym.
Centrala zrzesza 22 krajowe związki zawodowe w dziedzinach edukacji, nauczania, badań, kultury, szkoleń i integracji społecznej. Reprezentują one większość lub znaczną część pracowników w swoich obszarach zawodowych.